# 桜花爛漫 (アルバム)
『桜花爛漫』（おうからんまん）は、日本のロックバンド、Kagrraのミニアルバム。2003年12月11日にPS COMPANYから販売。

## 概要
- メジャーデビュー前最後となるリリース。初回デジパック仕様。
- 本作には「桜花爛漫」から「七月七日」までの5曲の記載しかないが、2曲の隠しトラックを収録している。
- 隠しトラック「し、み、め、ゆ、き、さ、あ」は2001年のミニアルバム『鵺』収録曲の再録バージョンで、1曲目「桜花爛漫」のプリギャップに収録されている。CDは「桜花爛漫」から再生されるが、そこから巻き戻すと隠された同曲が現れる。
- 2005年にキングレコードから再発されている。
- 「桜花爛漫」は2011年発売のベストアルバム『Kagrra Indies BEST 2000-2003』へ収録された。

## 収録曲
| 全作詞: 一志（M-6を除く）、全編曲: Kagrra。 |                                                                                  |                   |               |         |
| #                                           | タイトル                                                                         | 作詞              | 作曲          | 時間    |
| 0.                                          | 「し、み、め、ゆ、き、さ、あ」(あさきゆめみし／『鵺』収録曲の再録、隠しトラック) | 一志（M-6を除く） | 楓弥 (Kagrra) | (-5:38) |
| 1.                                          | 「桜花爛漫」(おうからんまん／アルバムのリードトラック)                           | 一志（M-6を除く） | Kagrra        | 5:24    |
| 2.                                          | 「じゃじゃうま姫伝」(じゃじゃうまきでん)                                         | 一志（M-6を除く） | Kagrra        | 4:04    |
| 3.                                          | 「逢魔ヶ刻」(おうまがとき)                                                       | 一志（M-6を除く） | Kagrra        | 3:15    |
| 4.                                          | 「母へ・・・」(ははへ)                                                           | 一志（M-6を除く） | Kagrra        | 5:01    |
| 5.                                          | 「七月七日」(なながつなのか)                                                     | 一志（M-6を除く） | Kagrra        | 5:11    |
| 6.                                          | 「桜舞い散るあの丘で 〜Instrumental〜」(さくらまいちるあのおかで／隠しトラック)  | 一志（M-6を除く） | Kagrra        | 3:42    |
| 合計時間:                                   | 合計時間:                                                                        | 合計時間:         | 26:37         |         |

## 参加ミュージシャン
- 一志: Vocal
- 楓弥: Guitar
- 真: Guitar
- 女雅: Bass
- 白水: Drums